# Joachim von Bassewitz (gest. 1560)
Joachim von Bassewitz (* vor 1509 in Mecklenburg; † 1560 ebenda, nach anderen Angaben bereits vor 1555) aus dem Geschlecht der Bassewitz war mecklenburgischer Gutsbesitzer und Mitunterzeichner der Großen Landes-Union.

## Biografie
Joachim von Bassewitz war der fünfte Sohn von Heinrich Vicke von Bassewitz und dessen Frau Anna von Platen. Er hatte noch sechs Brüder.
Bassewitz heiratete Magarethe von Bülow (* vor 1520; † 6. November 1568), Tochter des Joachim von Bülow auf Bölkow und Rensow (bei Güstrow) und der Clara von der Lühe. Sie hatten fünf Söhne, darunter Joachim von Bassewitz.
Bassewitz war Mitbesitzer der Güter Hohen Luckow, Levetzow, Thorstorf, Wendorf (später Schönhof) und Pohrsdorf.
1512 wurde eine große allgemeine Güterteilung zwischen Joachim von Bassewitz und seinen Brüdern dokumentiert. 1521, als alle Brüder volljährig waren, wurde dieser Erbvergleich nochmals bestätigt. Hieran waren auch einige Vettern aus der Familie von Bassewitz beteiligt.
1523 war Bassewitz Mitunterzeichner der Großen Landes-Union, gemeinsam mit vier seiner Brüder sowie vier Vettern aus der Familie von Bassewitz.
1554 verkauften Bassewitz und seine Brüder dem Herzog Johann Albrecht I. nach inständigem Drängen die Grundherrschaft über die Bauern Steinhagen und Lemke in Fährdorf auf der Insel Poel, auf der der Herzog später auch die geistlichen Güter einzog.